# Контрарність
Контра́рність — логічне відношення між двома простими порівнянними судженнями, які не можуть бути одночасно істинними, але можуть бути одночасно помилковими, тому що між ними завжди є третій, проміжний варіант.
В численні секвенцій позначається як
{\displaystyle {\frac {\Gamma ,C,C\vdash B}{\Gamma ,C\vdash B}}}.